# تیساسنت‌مارتون
تیساسنت‌مارتون (به مجاری:  Tiszaszentmárton) یک منطقهٔ مسکونی در مجارستان است که در سابولچ-ساتمار-برگ واقع شده‌است. تیساسنت‌مارتون ۱۴٫۵۵ کیلومتر مربع مساحت و ۱٬۱۳۰ نفر جمعیت دارد.